# 布瓦贝格
布瓦贝格（法語：Boisbergues，法語發音：[bwabɛʁɡ]）是法国上法蘭西大區索姆省的一个市镇，属于亚眠区。

## 地理
布瓦贝格（50°9'16"N, 2°13'44"E）面积4.31 平方千米，位于法国上法蘭西大區索姆省，该省份为法国北部沿海省份，北起加来海峡省和北部省，西接滨海塞纳省和大西洋英吉利海峡，南至瓦兹省，东临埃纳省。
与布瓦贝格接壤的市镇（或旧市镇、城区）包括：欧特、贝尔纳维尔、勒梅亚尔、乌特勒布瓦。

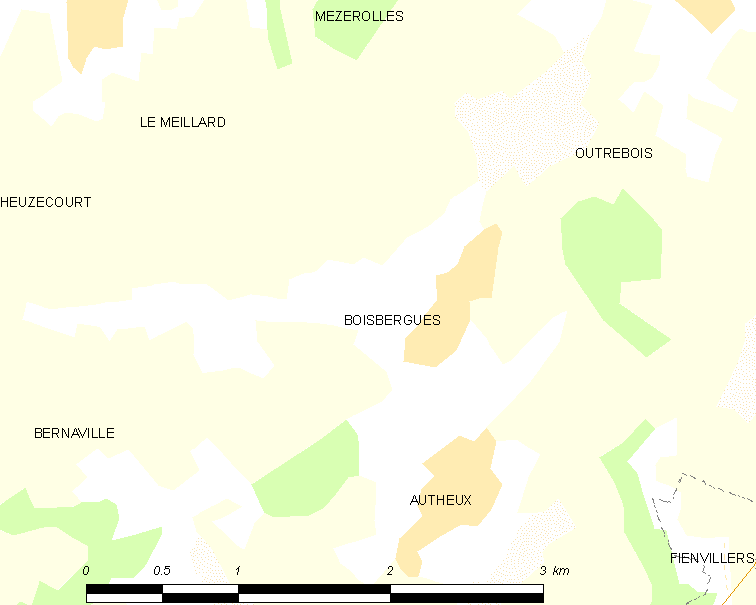
布瓦贝格的OSM定位图

布瓦贝格的时区为UTC+01:00、UTC+02:00（夏令时）。

## 行政
布瓦贝格的邮政编码为80600，INSEE市镇编码为80108。

## 政治
布瓦贝格所属的省级选区为杜朗县。

## 人口

1962-2008年间布瓦贝格人口变化图示

布瓦贝格于2022年1月1日时的人口数量为66人。